# Shalīlī-ye Kūchek
Shalīlī-ye Kūchek (persiska: شلیلی کوچک) är en ort i Iran.   Den ligger i provinsen Khuzestan, i den centrala delen av landet, 500 km sydväst om huvudstaden Teheran. Shalīlī-ye Kūchek ligger 39 meter över havet och antalet invånare är 175.
Terrängen runt Shalīlī-ye Kūchek är platt. Runt Shalīlī-ye Kūchek är det ganska tätbefolkat, med 80 invånare per kvadratkilometer. Närmaste större samhälle är Shūshtar, 10,6 km norr om Shalīlī-ye Kūchek. Omgivningarna runt Shalīlī-ye Kūchek är i huvudsak ett öppet busklandskap.